# Chirilovca, Taraclia
Chirilovca este un sat situat în sud-estul Republicii Moldova, în Raionul Taraclia. Aparține de comuna Vinogradovca. Denumirea veche a satului este Oituz, actuala denumire fiind pusă de sovietici după 1945.

## Demografie

### Structura etnică
Structura etnică a localității conform recensământului populației din 2004:
| Grup etnic                    | Populație | % Procentaj |
| ----------------------------- | --------- | ----------- |
| Ucraineni                     | 82        | 32,41%      |
| Găgăuzi                       | 61        | 24,11%      |
| Băștinași declarați Moldoveni | 49        | 19,37%      |
| Bulgari                       | 32        | 12,65%      |
| Ruși                          | 28        | 11,07%      |
| Alții                         | 1         | 0,40%       |
| Total                         | 253       |             |